# Sant Feliu de Pallerols
Sant Feliu de Pallerols (spanisch San Felíu de Pallerols) ist eine Gemeinde (Municipio) in der Provinz Girona in der Autonomen Region Katalonien mit 1.692 Einwohnern (Stand: 2024). Sant Feliu de Pallerols ist Teil der Comarca Garrotxa. Neben dem gleichnamigen Hauptort besteht die Gemeinde aus den Ortschaften und Weilern Bastons, La Fàbrega, Pallerols, La Salut, Sant Iscle de Colltort, Sant Miquel de Pineda und La Torre.

## Lage
Sant Feliu de Pallerols liegt am Fuße der spanischen Pyrenäen etwa 37 Kilometer (Fahrtstrecke) westnordwestlich von Girona in einer Höhe von etwa 475 m. Die Gemeinde befindet sich im südlichen Teil des Naturschutzpark Vulkane der Garrotxa (Parque natural de la Zona Volcánica de la Garrocha).

## Bevölkerungsentwicklung
| Jahr      | 1900 | 1950 | 1970 | 1981 | 1991 | 2001 | 2011 | 2021 |
| Einwohner | 1627 | 1555 | 1288 | 1133 | 1087 | 1128 | 1330 | 1456 |

## Sehenswürdigkeit

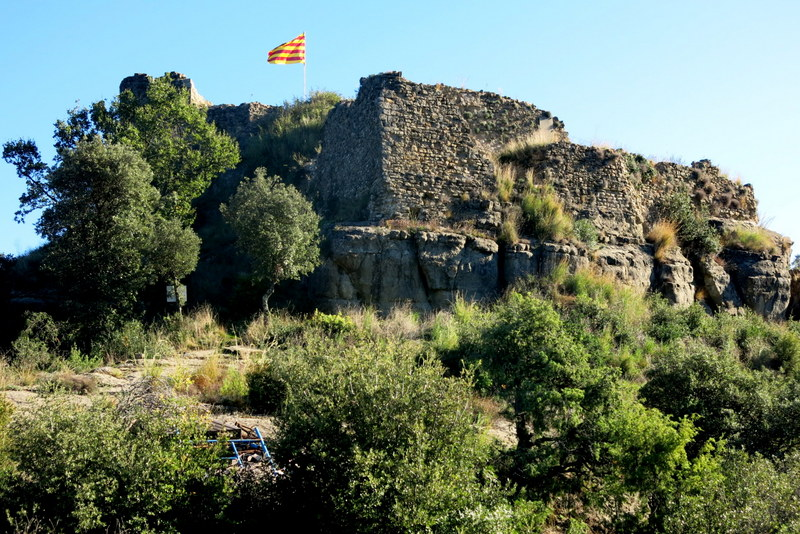
Burg Hostoles
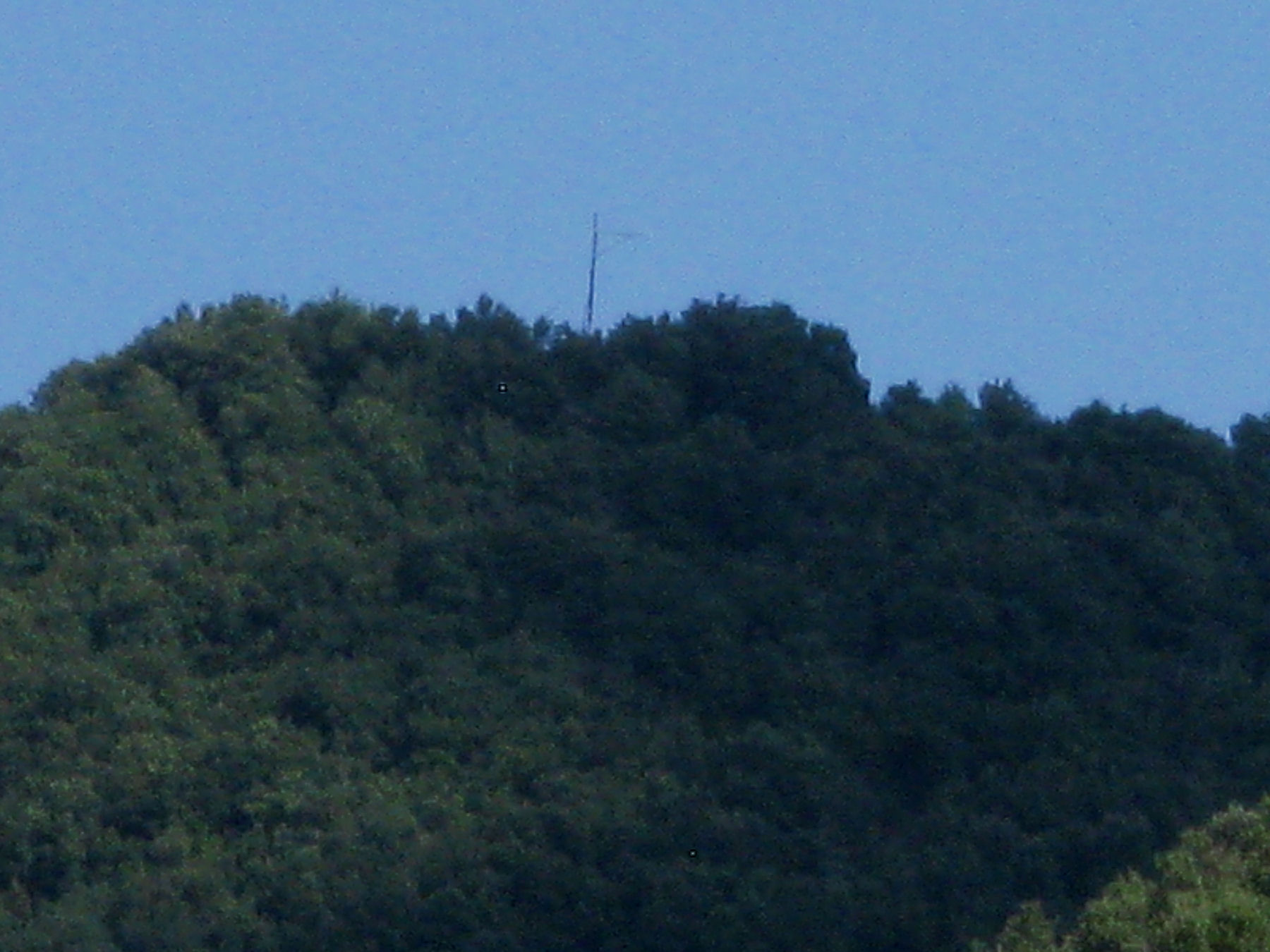
Burg von Colltort
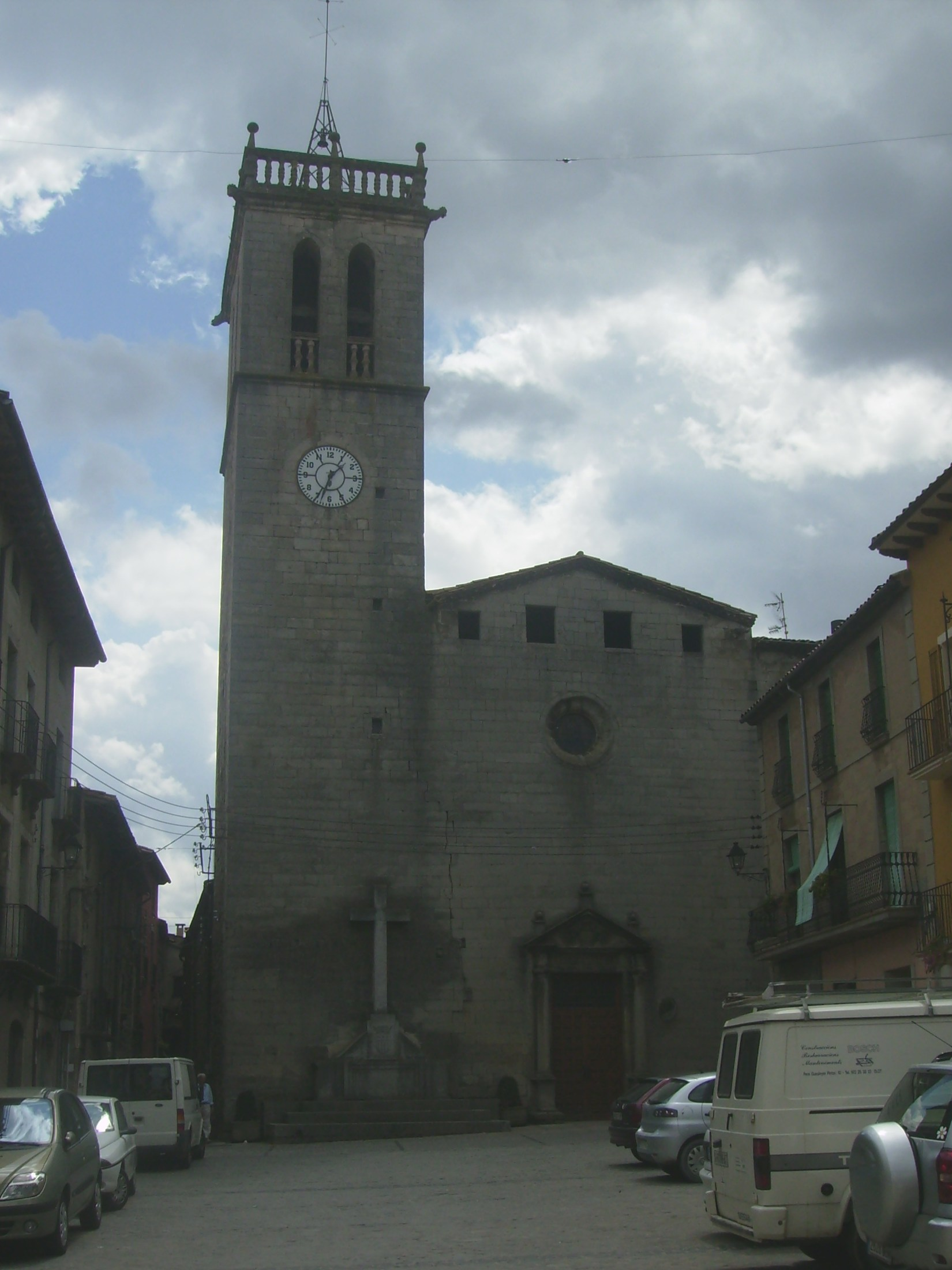
Felixkirche
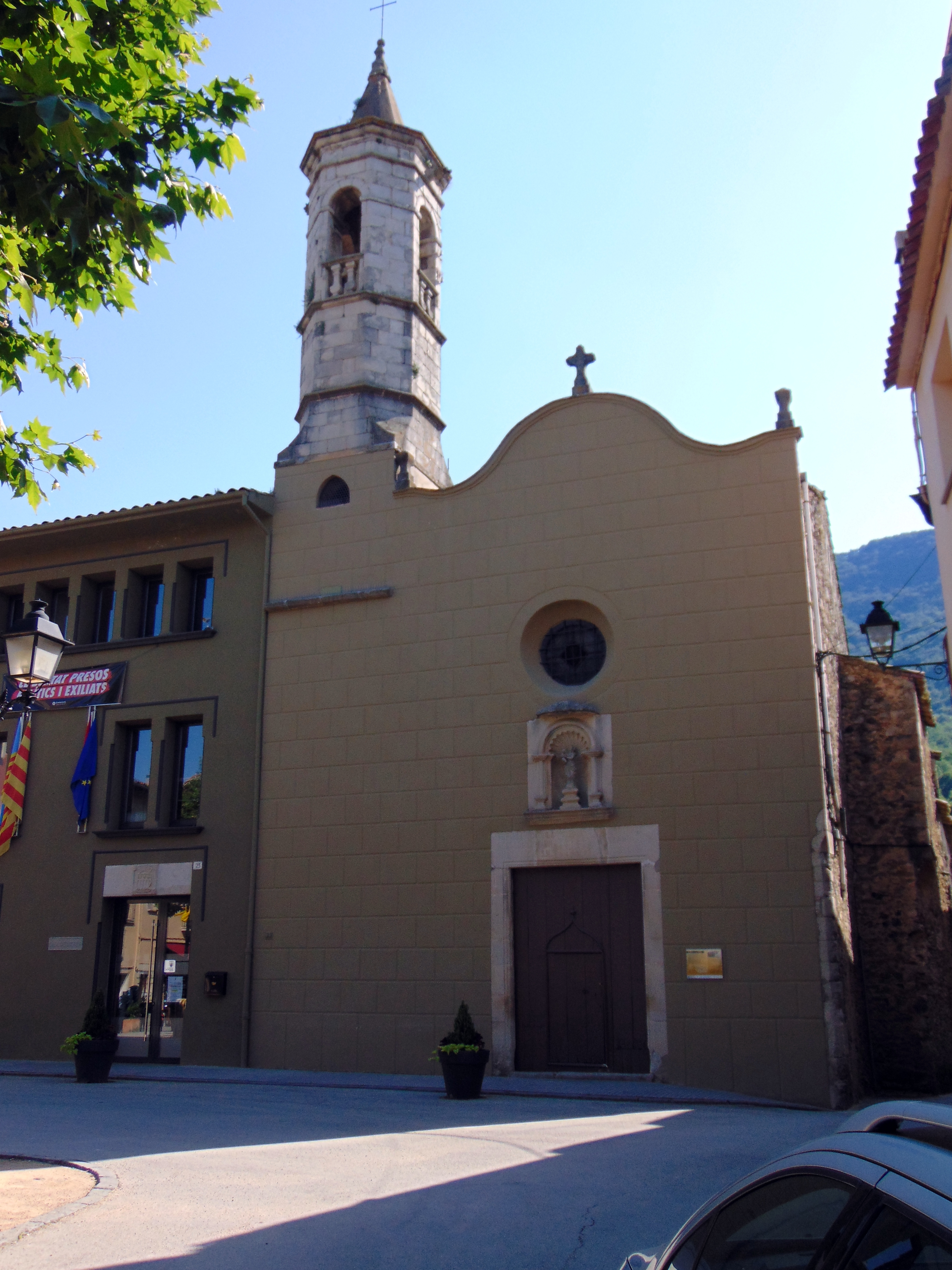
Marienkapelle
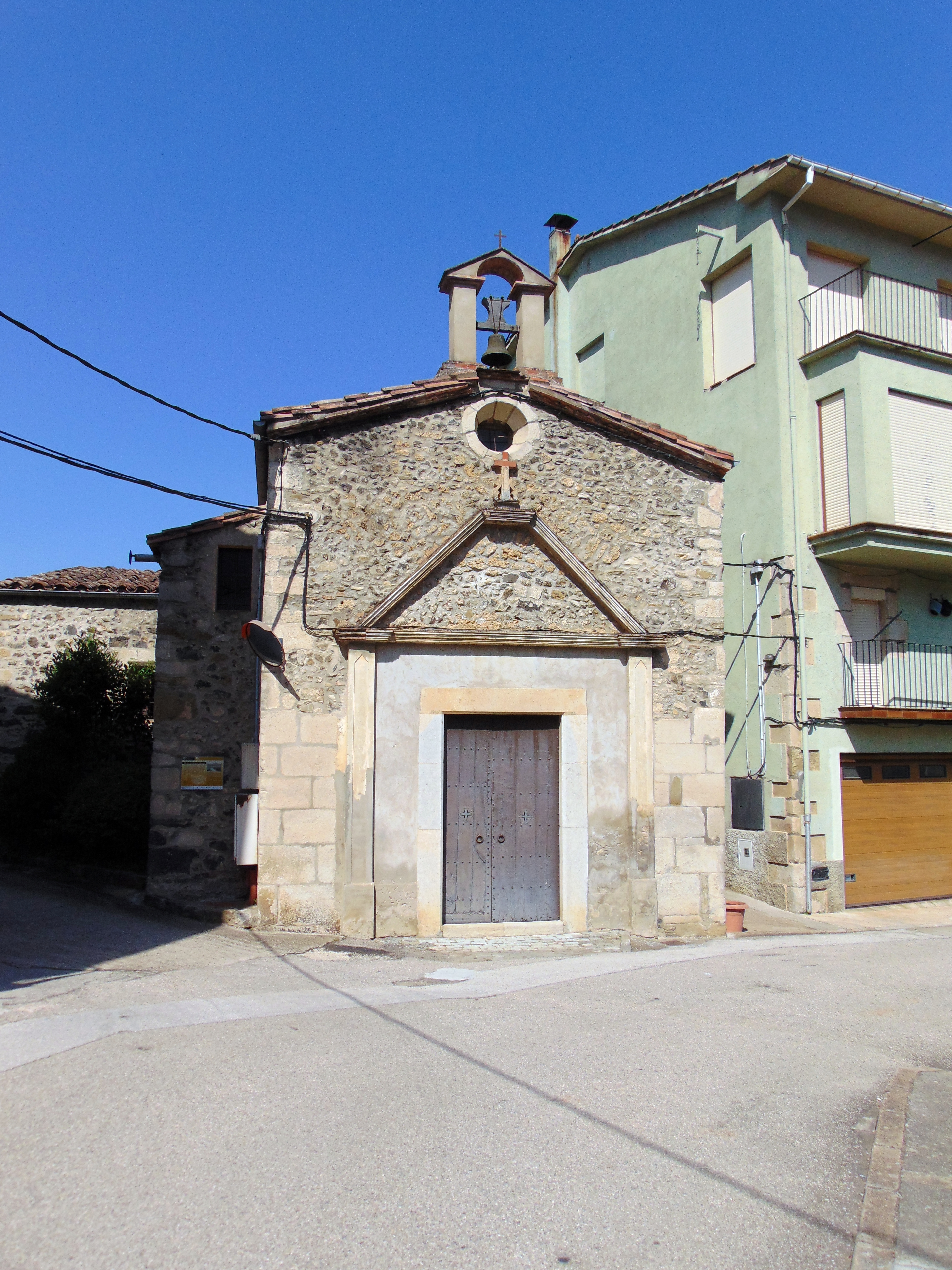
Sebastianuskapelle
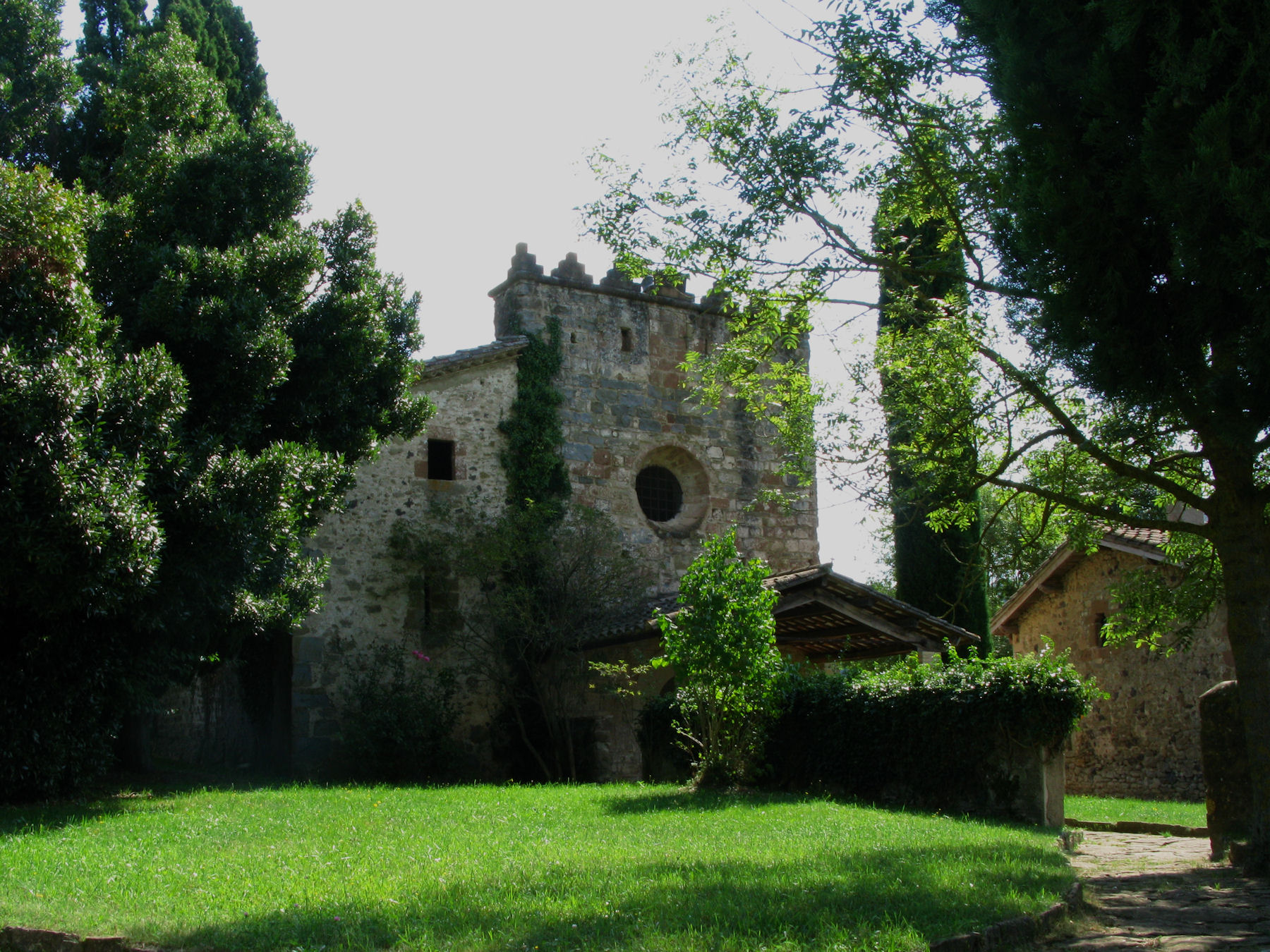
Kirche Sant Iscle de Colltort

- Burg Hostoles
- Burg von Colltort
- Felixkirche
- Marienkapelle
- Sebastianuskapelle
- Kirche Sant Iscle de Colltort